# 大巧局

海報

《大巧局》（英語：Family Plot）是希治閣导演的最后一部电影，它是根据维克多·坎宁的一部小说改编。

## 内容
布朗齐夫人假冒可以与灵魂通信来赚钱，她的男友乔治則是开出租车。一个老寡妇朱丽娅·兰伯德雇用布朗齐夫人来寻找多年前因一场家庭丑闻而被过继给他人的侄子，布朗齊夫人便想利用這個機會騙錢，大賺一筆。
与此同时，在旧金山有一对特别阴险的人也進行绑架他人的計劃。当这两对人馬相遇时，一場混乱就开始了。

## 幕后
- 一般希治閣不允许演员自己发挥，总是要求演员完全按照剧本里的词语来说话和演出，但在这部电影中他允许演员臨場发挥和在对话中使用自己的语言。
- 电影中有一块街名牌“貝茲街”，而貝茲旅馆是希治閣1960年的电影《驚魂記》中的地点。
- 在电影的一个情节中可以在两名官员（分别负责出生和死亡的纪录）之间看到希治閣的轮廓。

## 获奖
《大巧局》赢得1977年爱伦·坡奖（最佳剧本）。